# Calymmaria iviei
Espèce
Calymmaria iviei est une espèce d'araignées aranéomorphes de la famille des Cybaeidae.

## Distribution
Cette espèce est endémique de Californie aux États-Unis,. Elle se rencontre dans les comtés d'Alameda, de Contra Costa, de Madera, de Mariposa, de Mendocino, de Napa, de Sonoma et de Yolo.

## Description
Les femelles mesurent de 4,02 à 5,21 mm et les mâles de 3,72 à 4,19 mm.

## Étymologie
Cette espèce est nommée en l'honneur de Wilton Ivie.

## Publication originale
- Heiss & Draney, 2004 : Revision of the Nearctic spider genus Calymmaria (Araneae, Hahniidae). Journal Of Arachnology, vol. 32, no 3, p. 457-525 (texte intégral).